# Johann Maria Philipp Frimont von Palota
Johann Maria Philipp Frimont, Graf von Palota, Fürst von Antrodoco; (* 3. Februar 1759 in Finstingen, Lothringen; † 26. Dezember 1831 in Wien), war ein österreichischer Kavalleriegeneral.

## Leben

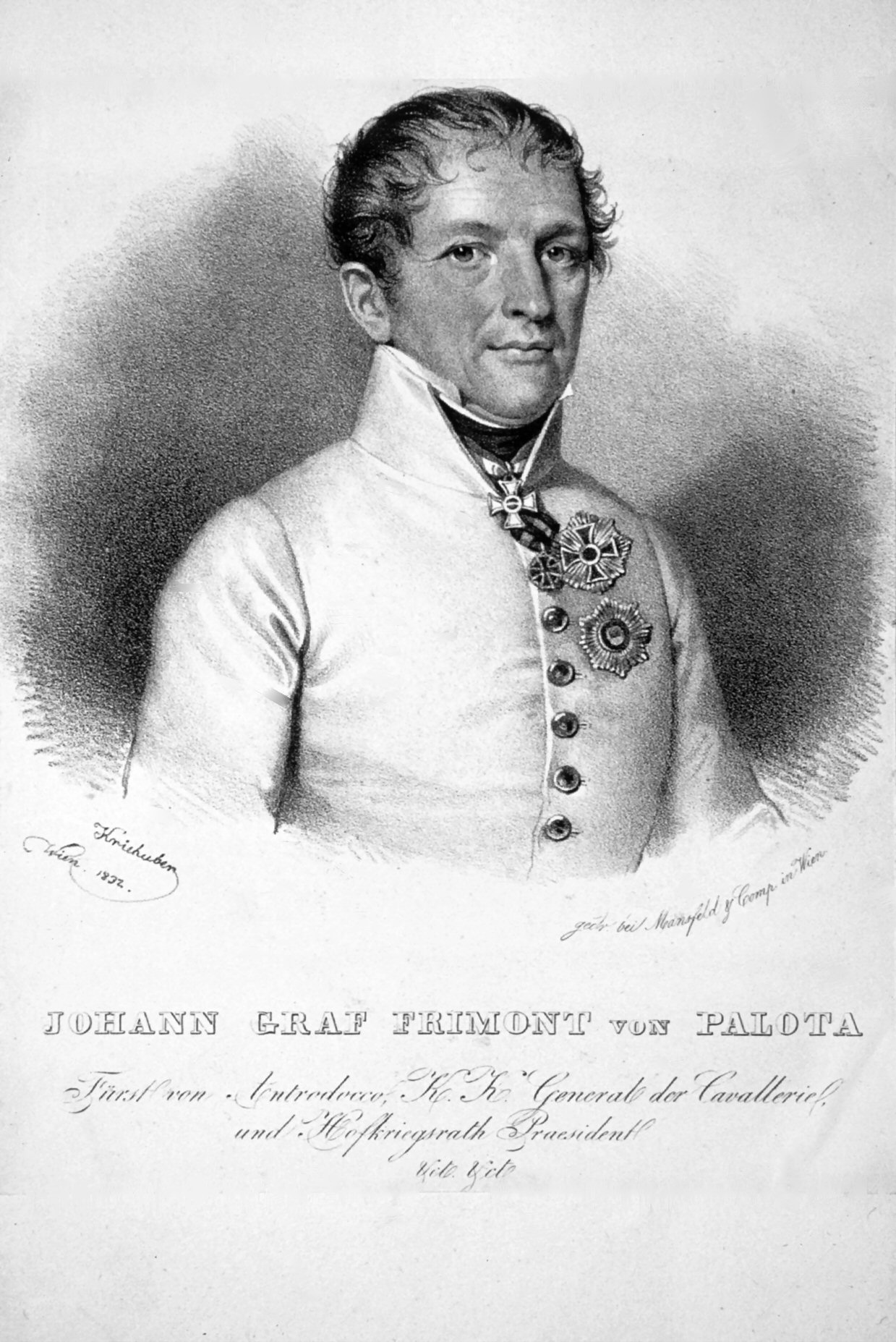
Johann Graf Frimont von Palota, Lithographie von Josef Kriehuber, 1832

Er war der Sohn von Dominique de Frimont (gestorben 1766) und dessen Gattin Jeanne Marguerite Horiot de Collancy. Frimont trat, nachdem er seine Ausbildung am Collegium in Pont-à-Mousson erhalten hatte, als gemeiner Soldat 1776 in das österreichische Husaren-Regiment Graf Wurmser ein. Er wurde im Bayerischen Erbfolgekrieg zum Offizier (Leutnant) ernannt und nahm dann am Krieg gegen die Türken teil. Am 1. Jänner 1787 wurde er zum Oberleutnant befördert. 1789 wurde er während des Krieges am Balkan zum Rittmeister und im März 1796 zum Major bei den kroatisch-slavonischen Grenz-Husaren befördert.
In den Jahren 1792 bis 1800 zeichnete er sich in den ersten Koalitionskriegen mehrfach aus, besonders bei Aldenhofen und vor Mannheim. 1796, noch als Rittmeister, erwarb er sich bei Frankenthal das Theresienkreuz (Ritterkreuz des Militär-Maria-Theresia-Ordens). 1797 kämpfte er bei den Truppen am Rhein und stieg am 29. April 1797 zum Oberstleutnant auf. Am 25. April 1798 wurde Frimont zum Oberst und Kommandeur des neuaufgestellten Jägerregiments zu Pferd Graf Bussy ernannt.
Im Feldzug von 1800 bewährte er sich als Kavallerieführer bei Marengo (14. Juli) und wurde am 9. Jänner 1801 zum Generalmajor ernannt. Im Krieg von 1805 diente er erneut in Italien. Seine persönliche Tapferkeit bei der Schlacht bei Caldiero brachte ihm eine lobende Erwähnung durch Erzherzog Karl ein. In der Folge wurde Frimont deswegen das 9. Husarenregiment verliehen und er wurde zum Feldmarschallleutnant befördert. Im Frühjahr 1809 nahm er unter Erzherzog Johann an den Feldzügen in Friaul teil. Für seine Umsicht und seinen Mut in der Schlacht bei Fontana Fredda (16. April 1809) erhielt er das Kommandeurkreuz des Maria-Theresien-Ordens.
Im Feldzug von 1812 führte er in Russland eine Kavalleriedivision in Schwarzenbergs Korps. In Wolhynien eindringend, nahm er im August an der Schlacht von Goroteschno teil. 1813 wurde er zum General der Kavallerie ernannt und Befehlshaber des Korps, das – vereint mit dem bayerischen Korps Wrede – das 5. Armeekorps des großen verbündeten Heeres bildete. Mit diesem Korps hatte er wesentlichen Anteil an den Siegen von Brienne, La Rothiere und Arcis-sur-Aube.
Nach dem ersten Pariser Frieden wurde er Gouverneur von Mainz und 1815 Oberbefehlshaber der österreichischen Armee in Italien, mit der er zunächst Murat schlug, dann nach Frankreich vordrang, Suchet besiegte und Grenoble im Sturm nahm, woraufhin Lyon am 11. Juli kapitulierte. Frimont wurde nun Kommandeur des in Frankreich verbleibenden österreichischen Observationsheeres, mit dem er einige Jahre in Frankreich blieb. 1819 wurde er zum Kommandierenden General in Venetien ernannt.
Während des Aufstandes in Süditalien 1821 wurde er zum Oberbefehlshaber der zur Unterdrückung der neapolitanischen Unruhen bestimmten Armee. Am 24. März 1821 zog er siegreich in Neapel ein, weshalb ihn König Ferdinand von Neapel wegen seines Sieges bei Antrodoco zum Fürsten von Antrodoco erhob und ihm 220.000 Dukaten schenkte. 1825 wurde er Befehlshaber der beiden vereinigten Generalate von Lombardo-Venetien, unterdrückte 1831 die in Modena ausgebrochene Rebellion und wurde im selben Jahr Präsident des Hofkriegsrates. Da seine Gesundheit durch die langen Kriegsjahre aber sehr angegriffen war, starb er schon bald nach seiner Ankunft in Wien.
Für seine Verdienste wurde General Frimont vom Kaiser zum Freiherrn (1808) und später Grafen (1828) von Palota im Komitat Bihar am Rande von Siebenbürgen ernannt und erhielt als Dotation das dazugehörige Lehen mit sechs Dörfern. Er ließ in Palota mehrere Gebäude errichten, darunter eine Schule und eine Kirche (Grundsteinlegung am 9. November 1829), in deren Krypta sich noch heute sein Grab befindet.
1809 heiratet er Katharina Mitterpacher von Mitterburg. Das Paar hatte eine Tochter Theodora (* 15. Januar 1812) und den Sohn Adalbert (* 11. April 1817; † 29. März 1860). Theodora heiratete 1834 den k. k. Kämmerer und Rittmeister Andreas Lanyay von Nagy-Lónya und Vásaros-Namény († 4. November 1863).